# 圣母山-朱利安街站
圣母山-朱利安街站是法国东南部城市马赛的一个地铁车站，位于马赛地铁2号线上。

## 站名
"圣母山"是附近街区的名称。"朱利安街"则是马赛市区南部著名的步行阶梯，位于车站北侧。

## 位置
圣母山-朱利安街站位于马赛市中心偏南，属于6区。车站大致呈南北走向，是一个地下车站，有自动扶梯连接地面。

## 设施
圣母山-朱利安街站站内设有自动售票机及无障碍设施。

## 站台设置
| 东↑ |      |                            |
|     |      | 热兹站方向←                |
|     | 岛式 |                            |
|     |      | 圣玛格丽特-德罗梅勒站方向→ |
| 西↓ |      |                            |

## 配套交通

### 城市公共交通
| 圣母山-朱利安街站附近的公共交通线路 |            |          |
| 公交车站名称                        | 位置       | 停靠线路 |
| 圣母山                              | 地铁站地面 |          |
| 1.                                  |            |          |

此外，当地铁线路发生故障或施工时，马赛交通局可能提供临时摆渡车。

## 临近车站
| 圣母山-朱利安街站（Notre-Dame-du-Mont - Cours Julien） |               |                   |
| 上行车站                                               | 线路          | 下行车站          |
| 诺阿耶站 560m←                                         | 马赛地铁2号线 | 卡斯泰朗站 → 750m |
| - 本表仅显示运营中的线路及车站                         |               |                   |